# Yunita Triwardani Winarto
Yunita Triwardani Winarto (ur. 1950 w Malang) – indonezyjska antropolog. Zajmuje się ekologią człowieka.

## Życiorys
Licencjat z antropologii uzyskała na Uniwersytecie Padjadjaran w Bandungu. Kształcenie kontynuowała na Uniwersytecie Indonezyjskim, gdzie w 1984 r. uzyskała stopień magistra. W 1999 r. uzyskała stopień Master of Science z zakresu technologii środowiskowej w Imperial College London. Doktoryzowała się w 1997 r. na Australijskim Uniwersytecie Narodowym.
W 1982 r. została zatrudniona na Uniwersytecie Indonezyjskim. Od 2008 r. piastuje tamże stanowisko profesora.

## Publikacje
- Seeds of Knowledge: The Beginning of Integrated Pest Management in Java (2004)
- Bisa Dèwèk: Kisah Perjuangan Petani Pemulia Tanaman di Indramayu (2011)
- Agrometeorological Learning: Coping Better with Climate Change (2011)
- Anthropology Teaming Up With Agrometeorology: Getting University Science to Assist Farmers With Climate Resilience (2017)
- Nurturance and Trust in Developing Agrometeorological Learning in a Changing Climate (2018)